# Kridtsvinget (motorvej)
Kridtsvinget er en motorvejsindføring fra umiddelbart syd for Limfjordstunnelen og til Østre Alle. Navnet beskriver vejens særkende; et skarpt sving udgravet i undergrundens kridt.
Kridtsvinget fungerer som en motorvejsfrakørsel på den nordlige del af Nordjyske Motorvej (E45), hvor den forbinder Aalborgs midtby med motorvejene i Vendsyssel.
57°3′0″N 9°57′55″Ø / 57.05000°N 9.96528°Ø